# Big Machine
Big Machine é o décimo terceiro álbum da banda japonesa de hard rock B'z, lançado em 17 de setembro de 2003 pela Vermillion Records. Vendeu 746.451 cópias no total, sendo o primeiro álbum de B'z desde Break Through a não ultrapassar a marca de 1 milhão de cópias vendidas, mas mesmo assim chegando à 1ª colocação da Oricon Albums Chart.

## Faixas
Todas as letras escritas por Koshi Inaba, todas as músicas compostas por Tak Matsumoto.
| N.º            | Título                                               | Duração |  |
| 1.             | "Arakure" (アラクレ)                                 | 3:25    |  |
| 2.             | "Yasei no Energy" (野性のENERGY)                     | 4:39    |  |
| 3.             | "Wake Up, Right Now"                                 | 3:18    |  |
| 4.             | "Hakanai Diamond" (儚いダイヤモンド)                 | 3:27    |  |
| 5.             | "I'm in love?"                                       | 2:59    |  |
| 6.             | "It's Showtime!!"                                    | 3:58    |  |
| 7.             | "Ai to Nikushimi no Hajimari" (愛と憎しみのハジマリ) | 4:25    |  |
| 8.             | "Big Machine"                                        | 3:31    |  |
| 9.             | "Nightbird"                                          | 3:55    |  |
| 10.            | "Bluesy na Asa" (ブルージーな朝)                     | 3:57    |  |
| 11.            | "Mabushii Sign" (眩しいサイン)                       | 4:05    |  |
| 12.            | "Change the Future"                                  | 3:52    |  |
| 13.            | "Roots"                                              | 5:13    |  |
| Duração total: | Duração total:                                       | 50:56   |  |

## Músicos
- Tak Matsumoto (guitarra)
- Koshi Inaba (vocais)

### Membros adicionais
- Akihito Tokunaga (baixo e programação)
- Brian Tichy (bateria) - Faixas 2, 3, 4, 5, 7, 12
- Chris Frazier (bateria) - Faixa 10
- Shane Gaalaas (bateria) - Faixas 1, 2, 6, 8, 9, 11, 13